# Omphalotropis quadrasi
Omphalotropis quadrasi is een slakkensoort uit de familie van de Assimineidae. De wetenschappelijke naam van de soort is voor het eerst geldig gepubliceerd in 1894 door Möllendorff.